# Rue Saint-Martin
Die Rue Saint-Martin in Paris ist der nördliche Teil einer der ältesten Straßen der Stadt.

## Lage und Zugang
Die 1420 m lange Straße beginnt am Quai de Gesvres 8-12, durchquert im 3. und 4. Arrondissement
- das Quartier Saint-Merri (Nr. 1 bis 143 und 2 bis 152)
- das Quartier Saint-Avoye (Nr. 145 bis 231 und 154 bis 248)
- das Quartier des Arts et Metiers (Nr. 233 bis 359 und 250 bis 332)

und endet am Boulevard Saint-Denis 1 bzw. Boulevard Saint-Martin 55.
An ihrem südlichen Ende geht sie in den Pont Notre-Dame über, an ihrem nördlichen Ende in die Rue du Faubourg Saint-Martin, und ist damit die alte Ausfallstraße nach Nordosten (Richtung Soissons und Laon), bevor sie als solche im Rahmen der städtebaulichen Maßnahmen des Barons Haussmann Mitte des 19. Jahrhunderts durch den Boulevard de Sébastopol 200 Meter weiter westlich ersetzt wurde.
Auf ihren 1,4 Kilometer quert die Rue Saint-Martin folgende Straßen
- Rue de Rivoli
- Rue des Lombards / Rue de la Verrerie
- Rue Berger
- Rue Rambuteau
- Rue aux Ours / Rue du Grenier Saint-Lazare
- Rue de Turbigo
- Rue Réaumur

In der Straße gibt es folgende Métrostationen:
- Châtelet
- Les Halles
- Étienne Marcel
- Réaumur – Sébastopol
- Strasbourg – Saint-Denis

## Namensursprung
Zwischen der Rue de la Verrerie und dem Boulevard Saint-Martin hieß die Rue Saint-Martin früher Rue Saint-Martin-des-Champs. Namensgebend war die seit dem 8. Jahrhundert bezeugte Priorei Saint-Martin des Champs, in der heute das Conservatoire national des arts et métiers untergebracht ist.

## Geschichte

### Römische Epoche und frühes Mittelalter
Ursprünglich war die Straße ein Weg in der Verlängerung der Rue Saint-Jacques (auch via superior genannt). Auf dem rechten Seineufer gelegen, führte dieser Cardo maximus als befestigte Straße durch das Überschwemmungsgebiet von Lutezia nach Louvres und Senlis. Diese Römerstraße war unabhängig von jener, die von Lutezia nach Rouen führte.

### Mittelalter
Um 1147 wurde die Rue Saint-Martin, die an der Seine begann, fast vollständig bis zur Rue Neuve-Saint-Merri ausgebaut. Dort gab es ein Stadttor, die Porte Saint-Martin, das Teil der zweiten Stadtmauer von Paris war und das wahrscheinlich nach der großen Belagerung von 885 durch die Wikinger gebaut wurde.

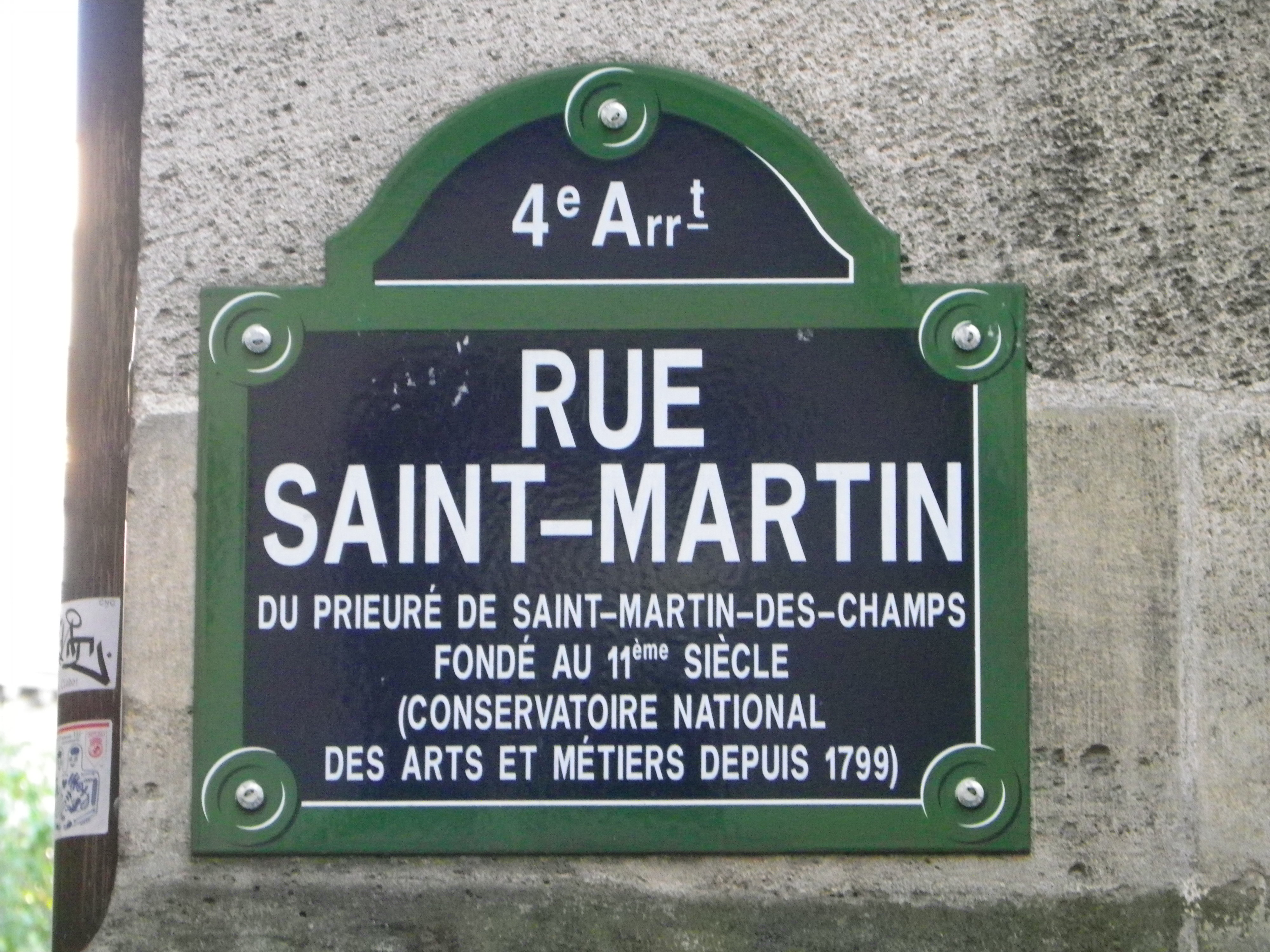
Straßenschild der Rue Saint-Martin
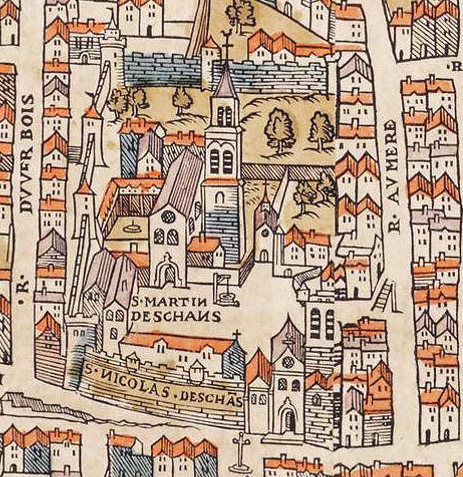
Saint-Martin-des-Champs und sein Gelände auf dem  Plan von Truschet und Hoyau (um 1550).

Der Bau der Halles de Paris unter Philipp II. hat einen Großteil der Pariser Bevölkerung veranlasst, auf das rechte Seineufer in die Rue Saint-Martin und damit in die Nähe dieses großen Einkaufszentrums umzuziehen. Um 1200 gab es hier zahlreiche Baustellen bis zur Rue du Grenier-Saint-Lazare, wo sich ein Stadttor in der dritten Pariser Stadtmauer befand. Dieses Stadttor wurde später in «Faulce porte» umbenannt, um nicht mit der Porte Saint-Martin in der Stadtmauer Karl V. verwechselt zu werden.
Die Straße wurde im Mittelalter zur wichtigen Nord-Süd-Axe von Paris bis zur Entlastung durch die Grand Pont, Rue Saint-Denis.
1418 wurde die Rue Saint-Martin bis zur Rue Neuve-Saint-Denis verlängert. Unter Ludwig XIII. erreichte sie dann die heutige Länge. Sie war demnach damals schon so lang wie heute und reichte von der Seine im Süden bis zur Stadtmauer von Karl V. (französisch Enceinte de Charles V) im Norden.
Wie in der Rue Saint-Denis gibt es auch in der Rue Saint-Martin zahlreiche religiöse Zentren. Davon sind im Laufe der Zeit zahlreiche ganz (Église Saint-Julien-des-Ménétriers) oder teilweise St-Martin-des-Champs zerstört worden. Aber die meisten gibt es heute noch, wie
St-Merry und St-Nicolas-des-Champs.

### Ancien Régime
1535 ließ Franz I. die Stadttore auf dem rechten Ufer der Stadtmauer von Philippe Auguste (französisch Enceinte de Philippe Auguste) niederreißen. Es war zu jener Zeit, dass die Häuser Schilder bekamen. Mitte des 17. Jahrhunderts wurde Paris zur offenen Stadt erklärt und die mittelalterlichen Stadttore wurden durch barocke ersetzt, die man heute noch bewundern kann. Gleichzeitige wurde auch die Straße renoviert.

### Nach der Revolution
Während der Französischen Revolution wurden einige religiöse Zentren zerstört und das Priorat Saint-Martin wurde zum Conservatoire national des arts et métiers.
1817 hatte die Rue Saint-Martin eine Länge von 1160 m und verlief von den Hausnummern 2, Rue des Lombards und 78, Rue de la Verrerie bis zu den Hausnummern 1, Boulevard Saint-Denis und 61, Boulevard Saint-Martin.
Die Hausnummern in der Straße waren schwarz. Die letzte ungerade Nummer war 317 und die letzte gerade Nummer war 262.
- Die ungeraden Nummern 1 bis 135 lagen im ehemaligen 6. Arrondissement von Paris, dem Quartier des Lombards.[2]
- Die ungeraden Nummern 137 bis 317 lagen im ehemaligen 6. Arrondissement von Paris, dem Quartier de la Porte-Saint-Denis.[3]
- Die geraden Nummern 2 bis 160 lagen im ehemaligen 7. Arrondissement von Paris, dem Quartier Saint-Avoye.[4]
- Die geraden Nummern 162 bis 262 lagen im ehemaligen 6. Arrondissement von Paris, dem Quartier Saint-Martin-des-Champs.[5]

Eine ministerielle Entscheidung vom 28. Messidor im Jahr V (16. Juli 1797), unterzeichnet von Pierre Bénézech, legt die Mindestbreite dieser öffentlichen Straße mit 12 m fest. Diese Breite wurde durch königlichen Erlasse vom 6. Mai 1836 auf 14 m erweitert.
Durch ministeriellen Erlass vom 18. Februar 1851, anlässlich der Neuplanung von Paris im 2. Kaiserreich, wurden drei Straßen zu der neuen Trasse zusammengelegt:
- Rue de la Planche-Mibray, zwischen dem Quai de Gesvres und der Rue Saint-Jacques-la-Boucherie
- Rue des Arcis, zwischen der Rue Saint-Jacques-la-Boucherie und der Rue de la Verrerie
- Rue des Arcis, zwischen der Rue Saint-Jacques-la-Boucherie und der Rue de la Verrerie

1851 plante der Präfekt Georges-Eugène Haussmann die Erweiterung der Straße von 7,20 auf 22 m auf der ganzen Länge, wobei vor Kirche St-Nicolas-des-Champs eine Breite von 100 m vorgesehen war (daraus wurden schließlich 37 m). Aber sein Projekt wurde nie abgeschlossen und nur südlich der Rue des Lombards und der Rue de la Verrerie, sowie zwischen der Rue de Turbigo und der Rue Notre-Dame-de-Nazareth, durchgeführt. Es verlor damit seinen Status als wichtige Nord-Süd-Achse von Paris zugunsten des 1853 eröffneten Boulevards Sébastopol und der Erweiterung der Rues du Renard und Beaubourg in den Jahren 1907 und 1910. Daher erscheint die heute die Rue Saint-Martin so schmal. Die einzige Umgestaltung fanden im 20. Jahrhundert (1934) zwischen der Rue Saint-Merri und der Rue Rambuteau statt, um das Plateau Beaubourg zu schaffen, das 1976 zum Centre Georges-Pompidou wurde. Auch führten andere Umbauten zur Neugestaltung des Viertels, zum Beispiel um das Quartier de l’Horloge zu schaffen, wobei allerdings die Straße kaum verändert wurde. Am Haus Nummer 160 wurde eine Plakette angebracht mit dem Hinweis, dass die hauser von den Umbauten ausgespart wurden, um conserver le caractère historique de cette rue, die während langer Zeit eine der wichtigsten Straßen von Paris war.

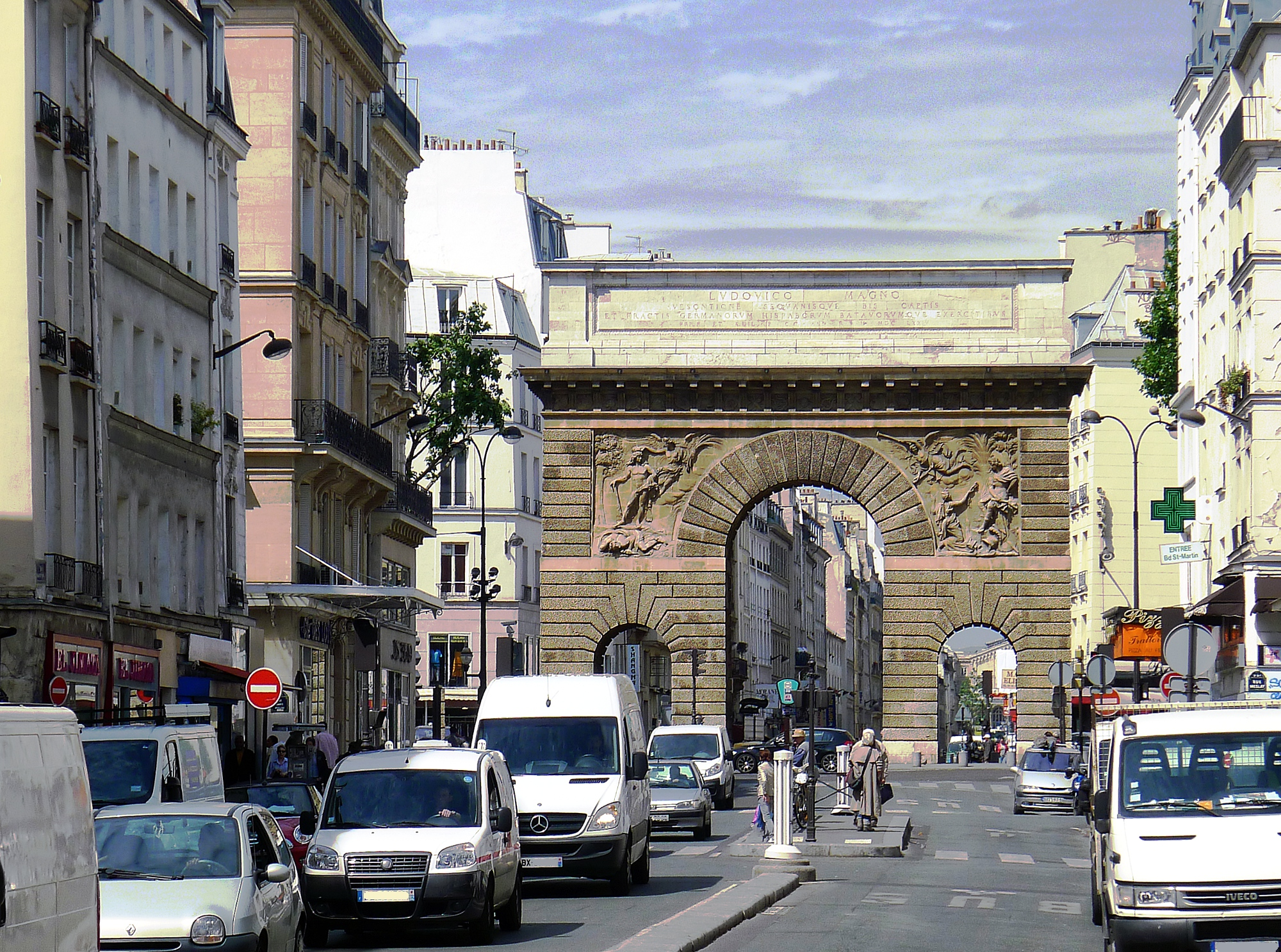
Rue Saint-Martin am nördlichen Ende in der Nähe der Porte Saint-Martin

## Sehenswürdigkeiten
- Die Tour Saint-Jacques (an der Square de la Tour Saint-Jacques)
- Die Kirche Saint-Merry (Nr. 76)
- Das Centre National d’Art et Culture Georges Pompidou (an der Place Georges Pompidou)
- (nicht mehr existent) Die Fontaine Maubuée (Nr. 122), der 700 Jahre alte Brunnen, der dem Bau des Centre Pompidou weichen musste
- (nicht mehr existent) Die alte Porte Saint Martin der Mauer Philipp Augusts unmittelbar hinter der Rue aux Ours
- Die Auberge Nicholas Flamel (in der Rue de Montmorency 51, Höhe Nr. 212), eines der ältesten Häuser der Stadt
- Die Kirche Saint-Nicolas des Champs (Nr. 252 bis)
- Das Conservatoire national des arts et métiers und das Musée des arts et métiers (Nr. 270, 278, 292), die ehemalige Abtei St-Martin-des-Champs
- (nicht mehr existent) Die Porte Saint-Martin der Mauer Étienne Marcels am Ende der Straße, die durch einen Triumphbogen für Ludwig XIV., die heutige Porte Saint-Martin, ersetzt wurde.

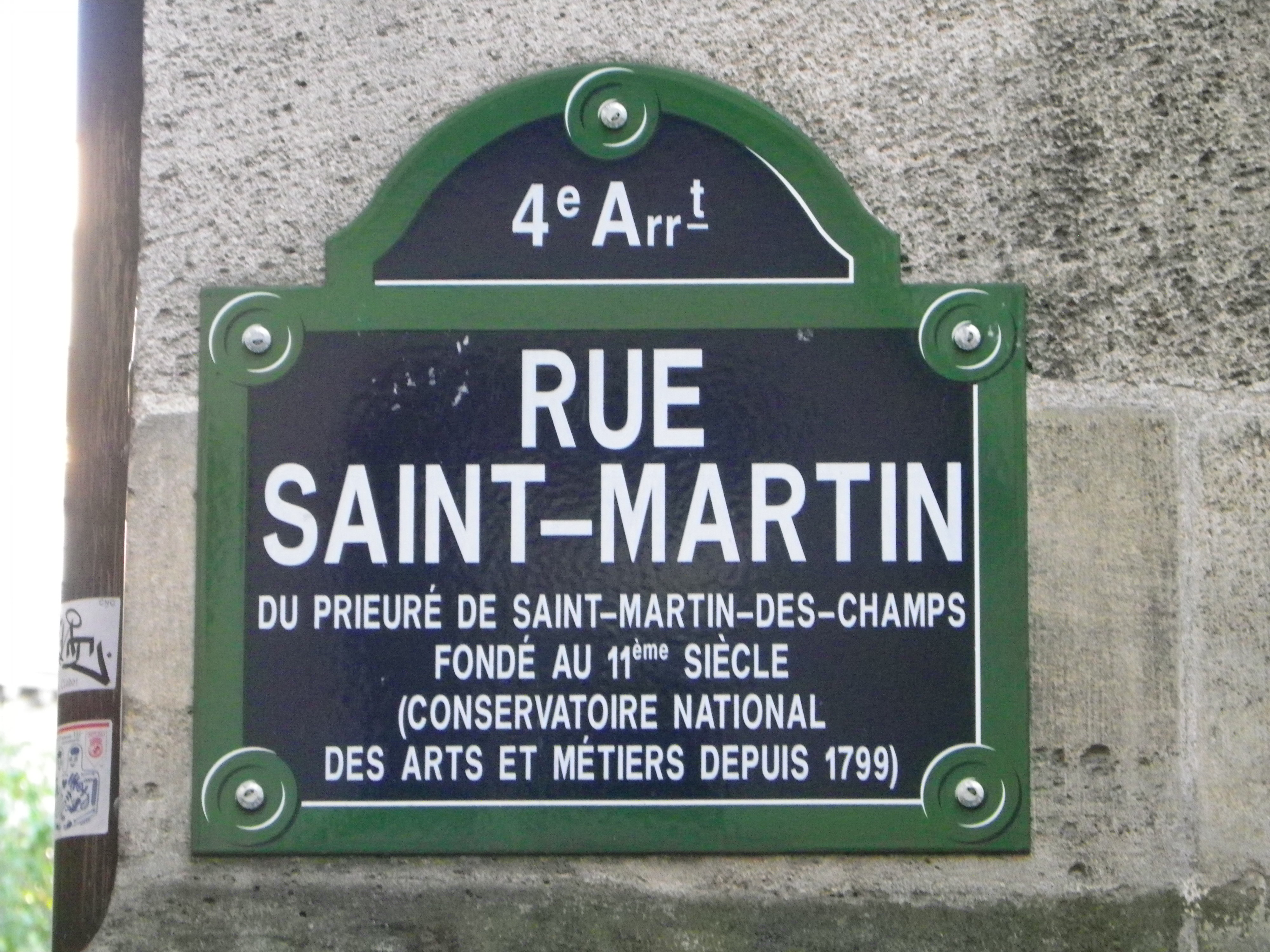
Straßenschild der Rue Saint-Martin in Paris
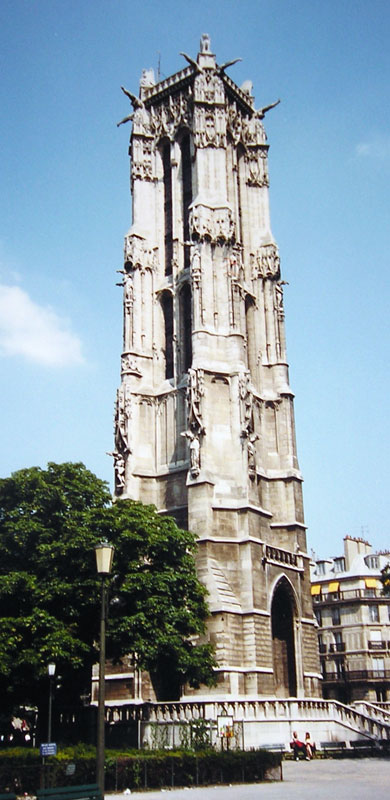
Tour Saint-Jacques
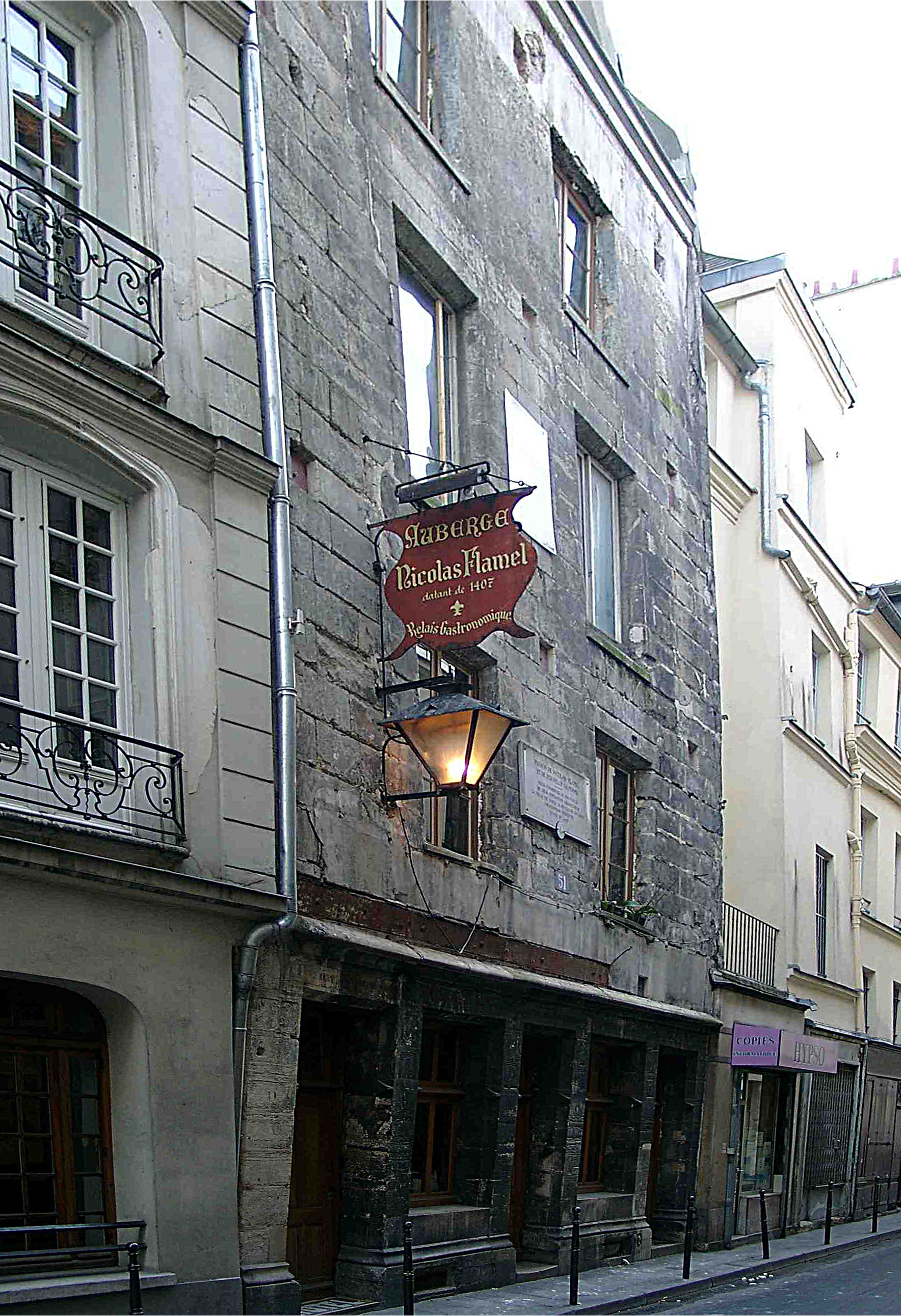
Auberge Nicolas Flamel
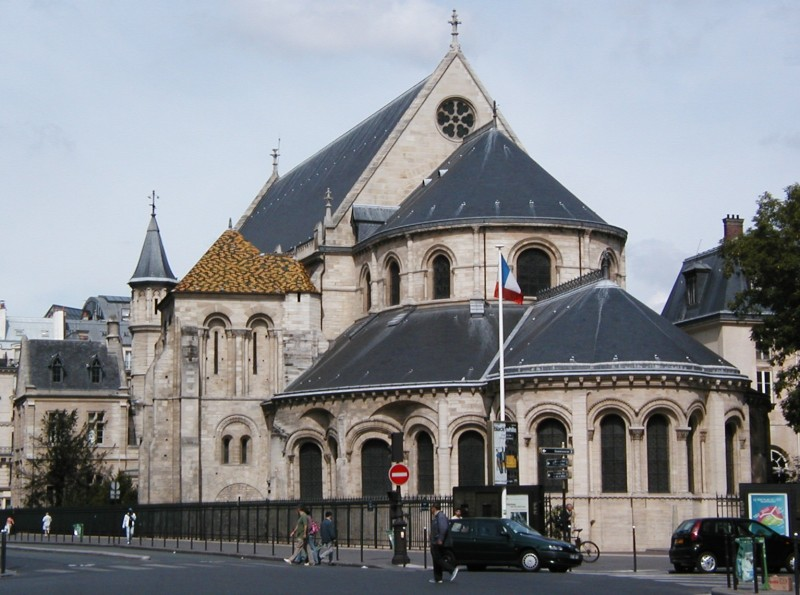
Saint Martin des Champs
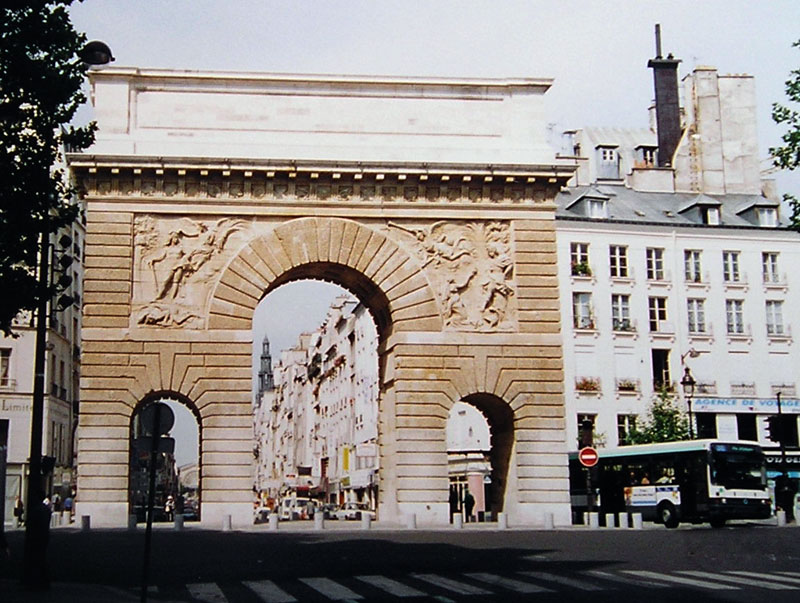
Porte Saint-Martin
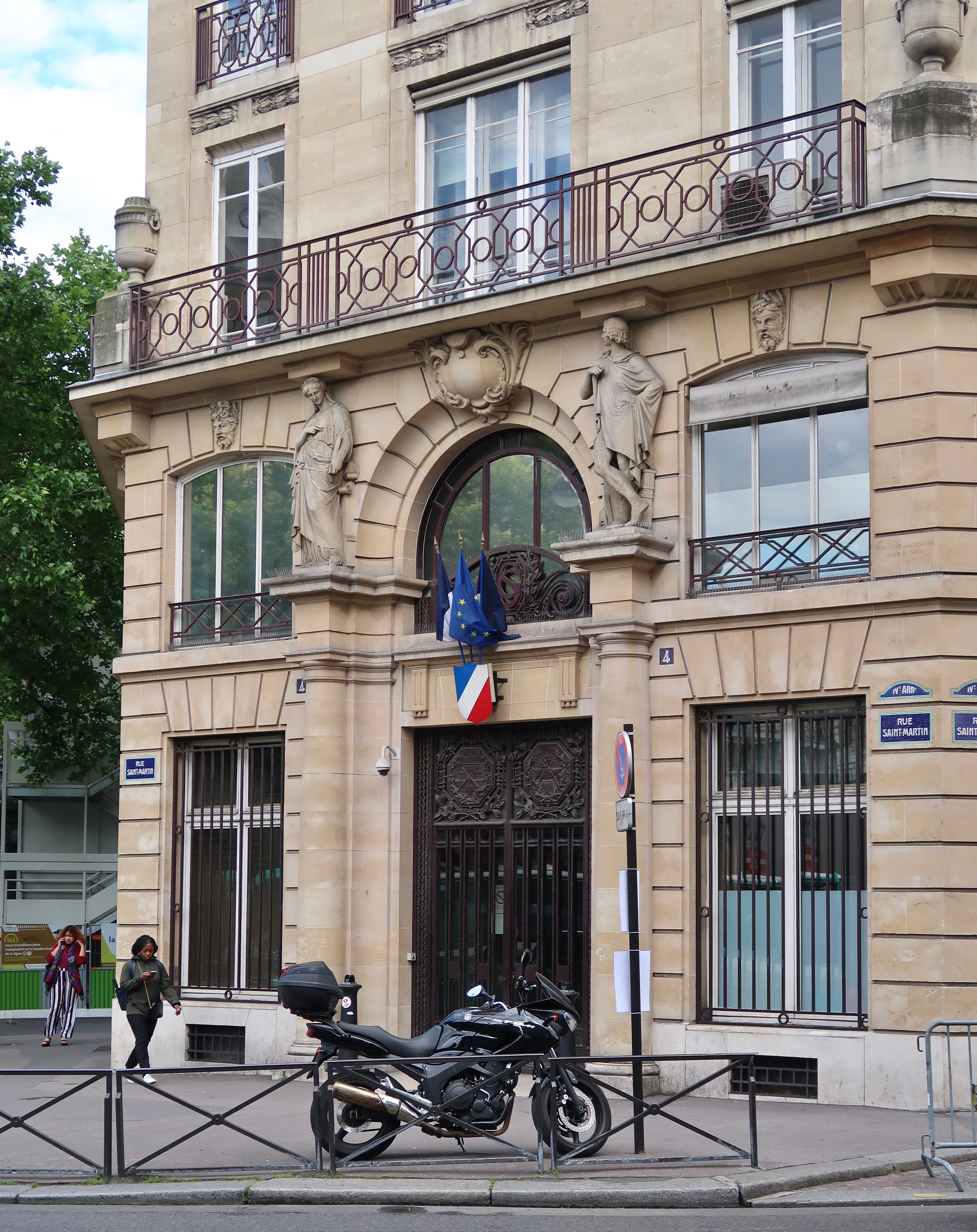
Nr. 4
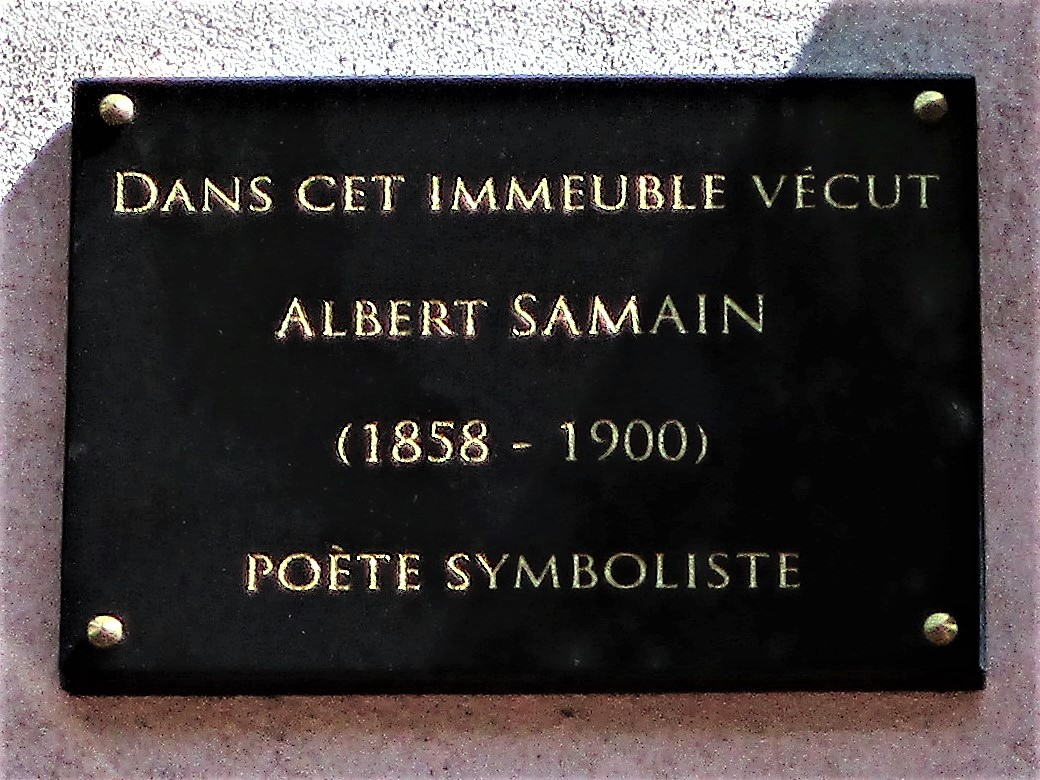
Schild an Nr. 16
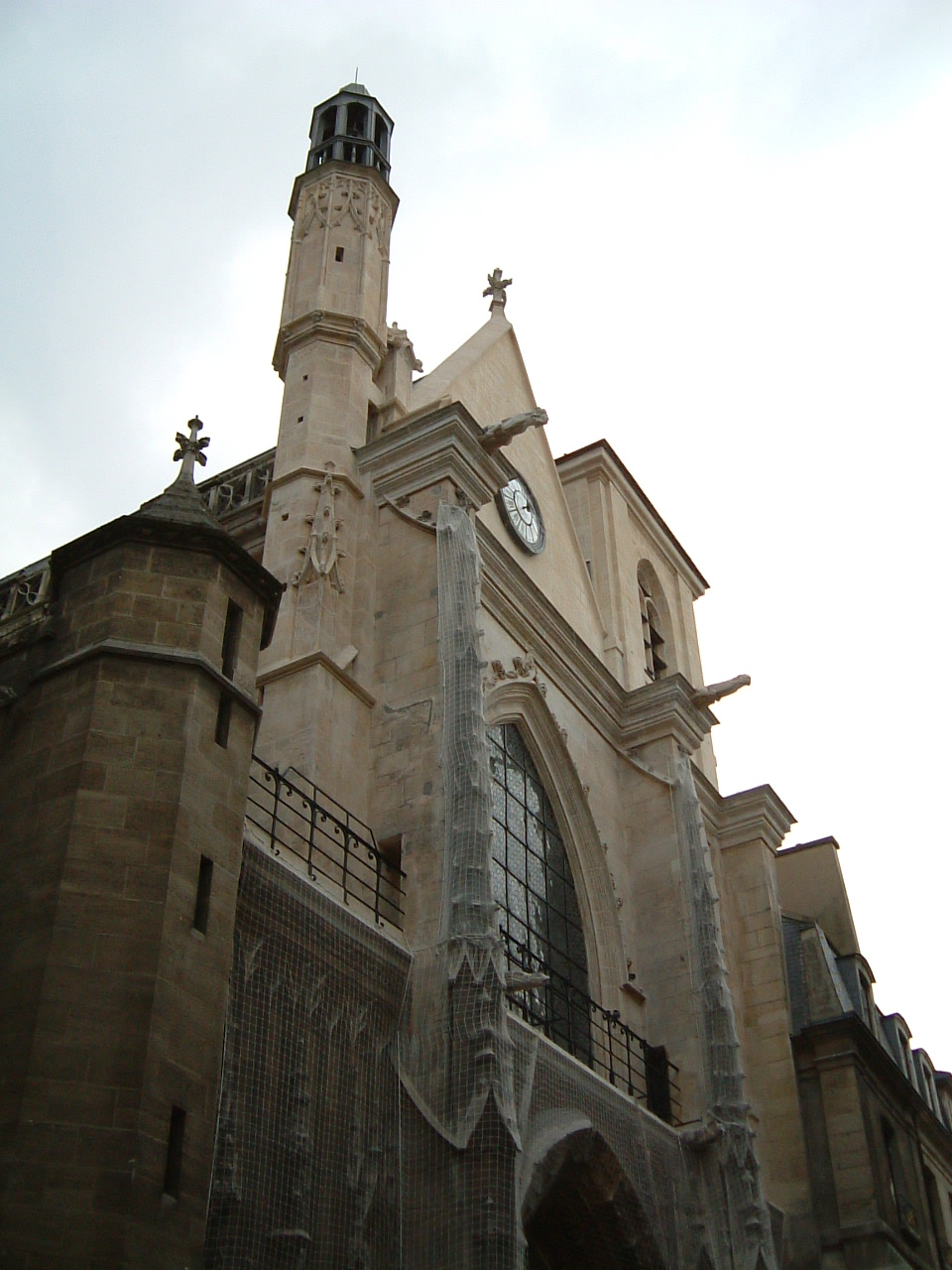
Église Saint-Merri
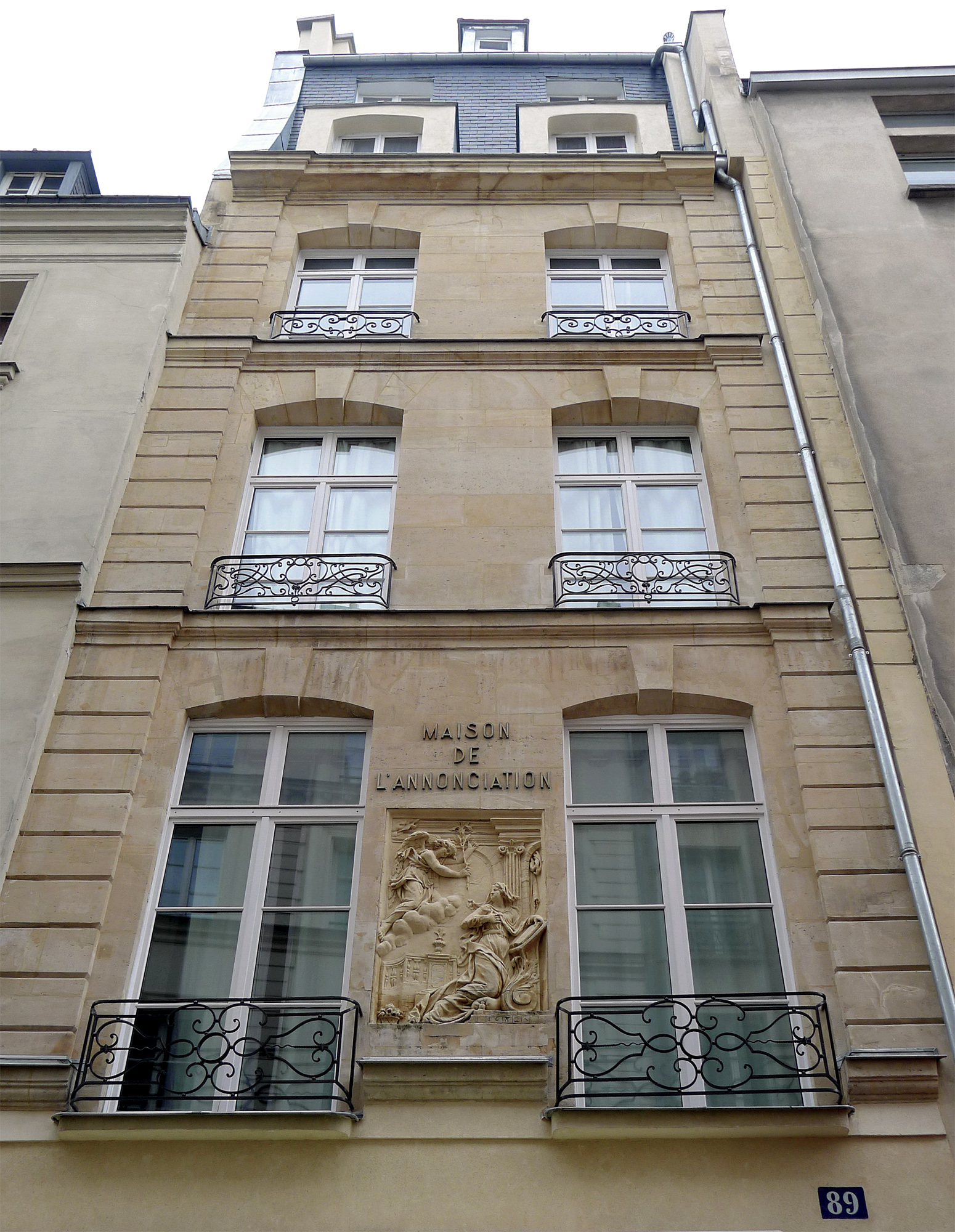
Fassade Haus Nr. 89